# 林忠幸
林 忠幸（はやし ただゆき、1937年 -　）は、日本の教育学者、福岡教育大学名誉教授。専門は教育哲学、道徳教育。

## 略歴
福岡県生まれ。1960年福岡学芸大学教育学部小学校教員養成課程卒業、1968年広島大学大学院教育学研究科博士課程教育哲学専攻単位取得満期退学。1978年西ドイツ・マールブルク大学留学。
1960-1965年福岡県公立小学校教諭、福岡教育大学助手、講師、助教授、教授、2000年定年退官、名誉教授、神戸親和女子大学発達教育学部教授。2007年退職。2018年春の叙勲で瑞宝中綬章を受章。

## 著書
- 『体験的活動の理論と展開 「生きる力」を育む教育実践のために』東信堂 2001
- 『現代ドイツ教育学の思惟構造』東信堂 2006

### 共編著
- 『道徳教育の基礎と展開』押谷由夫共編 コレール社 教職専門叢書 1998
- 『近代教育思想の展開』小笠原道雄監修 森川直共編 福村出版 2000
- 『新世紀・道徳教育の創造』編 東信堂 2002
- 『道徳教育の新しい展開 基礎理論をふまえて豊かな道徳授業の創造へ』堺正之共編著 東信堂 2009